# Gone with the Wind (livro)
Gone with the Wind (Brasil: ...E o Vento Levou / Portugal: E Tudo o Vento Levou) é um romance histórico da escritora e jornalista norte-americana Margaret Mitchell. Publicado pela primeira vez em 30 de junho de 1936 pela editora Macmillan Publishers, o livro foi recebido, em geral, com comentários positivos da crítica, vencendo os prêmios Pulitzer e National Book Award no ano seguinte ao seu lançamento. Foram vendidas cerca de trinta milhões de cópias mundialmente, foi traduzido para mais de trinta idiomas e também se encontra disponível em braille e no formato de áudio.
Disposta cronologicamente, a sua história, passada no Sul dos Estados Unidos, retrata a vida de Scarlett O'Hara, filha mimada de um rico dono de plantação algodoeira, que deve usar todos os meios à sua disposição para sobreviver durante a Guerra Civil Americana e, posteriormente, ao período da Reconstrução. Apesar de extensa, a obra é conhecida pela sua clareza e legibilidade, com temas comuns à literatura popular — aventura, guerra, paixão e turbulência social.
Mitchell começou a escrevê-lo em 1926 para passar o tempo, enquanto se recuperava de alguns problemas de saúde. O processo de escrita levou quase dez anos, e em 1935, a editora Macmillan adquiriu os direitos de publicação do volume. Entrou rapidamente para as listas de mais vendidos e, pouco depois de seu lançamento, teve os seus direitos de filmagem comprados pelo produtor David O. Selznick. Lançada em 1939, a longa-metragem homónima, interpretada nos papéis principais por Vivien Leigh e Clark Gable, foi um sucesso de público e de crítica. A obra também tem sido frequentemente adaptada para os palcos sob a forma de musicais, em diferentes produções do Japão, da França e da Inglaterra.
Curiosamente, trata-se do único trabalho publicado em vida por Mitchell; apesar disso, Gone with the Wind possui duas sequências oficias, bem como algumas paródias e continuações ilegais. Ao longo dos anos, ele também tem sido analisado pelo seu tratamento de estereótipos e arquétipos, sendo um livro muito popular nos Estados Unidos. O romance foi incluído em diferentes listas de grandes obras da literatura mundial, criadas por importantes meios de comunicação como a revista norte-americana TIME, o jornal francês Le Monde e a companhia inglesa BBC.

## Enredo

### Parte I
A história de Gone with the Wind ocorre no Sul dos Estados Unidos, no estado da Geórgia, durante os períodos da Guerra Civil Americana (1861-1865) e da Reconstrução (1865-1877). O romance  desenrola-se tendo como  pano de fundo a rebelião em que sete estados sulistas — entre eles a Geórgia — declararam sua secessão dos Estados Unidos (a "União") e formaram os Estados Confederados da América (a "Confederação"), depois que Abraham Lincoln foi eleito presidente sem cédulas de dez estados do Sul. Surgiu a disputa sobre os direitos dos estados, envolvendo temas como a escravidão — que era a fonte do trabalho manual em plantações de algodão de todo o Sul. A história começa em Abril de 1861, dois dias antes dos homens serem convocados para a guerra, na fazenda chamada "Tara" — propriedade da família de um rico imigrante irlandês, os O'Hara. O leitor é apresentado a Scarlett O'Hara, jovem de dezesseis anos que, "apesar de não ser bonita", possui um charme irresistível sobre os homens.
Scarlett descobre que um de seus muitos admiradores, Ashley Wilkes, está prestes a casar com uma prima distante, a menina Melanie Hamilton. No dia seguinte, os Wilkes promovem uma festa na sua propriedade "Twelve Oaks" e Scarlett informa Ashley dos seus verdadeiros sentimentos por ele. Ele diz que também gosta dela, mas que, apesar disso, sabe que não seria feliz  casando-se com Scarlett por causa de suas personalidades diferentes. Em seguida, Scarlett encontra Rhett Butler, um homem que possui uma péssima reputação. Rhett estava sozinho na biblioteca quando Ashley e Scarlett chegaram para conversar, e sentiu que era mais prudente não revelar a sua presença, ouvindo toda a discussão. Depois da saída de Ashley, Rhett aplaude Scarlett pelo seu espírito grosseiro e ela, enfurecida e humilhada, afirma que ele "não é um cavalheiro" — ao que ele responde, sarcástico: "e você não é uma dama".
Ao sair da biblioteca e ao reunir-se aos demais convidados da festa, ela descobre que a guerra foi declarada e que os homens estão índo alistar-se. Em busca de vingança por ter sido abandonada por Ashley, Scarlett aceita uma proposta de casamento do irmão de Melanie, Charles Hamilton. Eles casam-se duas semanas depois. Charles morre de sarampo dois meses após a guerra começar e Scarlett está grávida de seu primeiro filho. Viúva com apenas dezesseis anos, ela dá à luz um menino, Wade Hampton Hamilton. Como viúva, ela é obrigada pela tradição a vestir preto e evitar conversas com homens jovens — algo que a desagrada imensamente, uma vez que não sente o luto que suas roupas mostram.

### Parte II

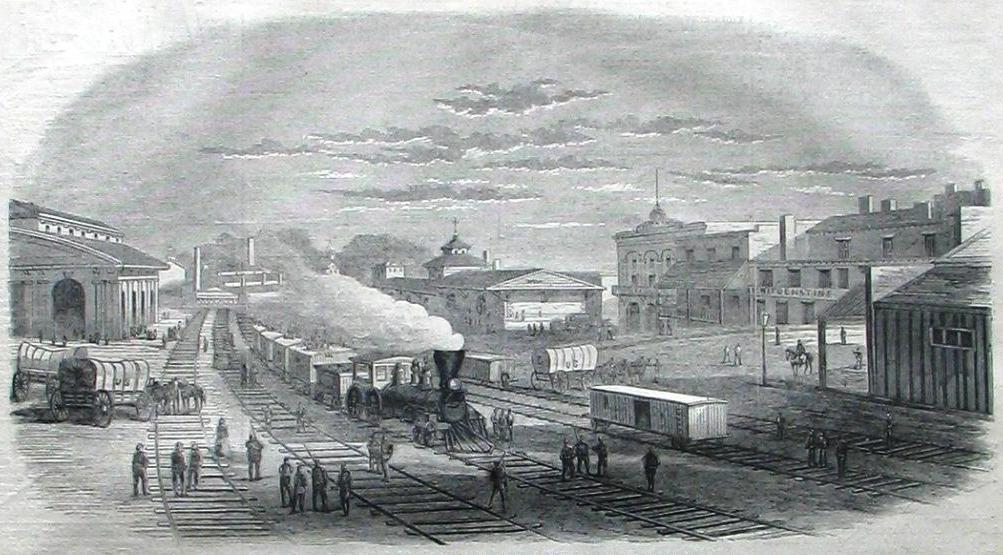
Depois de enviuvar do primeiro marido, Scarlett vai para Atlanta, onde tem lugar a maior parte da ação do romance. Acima, pintura de 1864 de D. R. Brown retratando a cidade nessa época.

Melanie, que está a morar em Atlanta com a sua tia Pittypat, convida Scarlett para viver com ela. Na cidade, a alegria de Scarlett revive e ela está ocupada com o trabalho no hospital e dos círculos de costura para o Exército Confederado. A jovem encontra Rhett Butler novamente num baile para a Confederação. Embora acredite que a guerra é uma causa perdida, ele agora tornou-se um contrabandista que usa uma pequena frota de navios para furar o bloqueio naval a que foram submetidos os Estados Confederados pela Marinha dos Estados Unidos.
Através de seus esforços, os rebeldes sulistas puderam armazenar bens de que necessitavam para sobreviver — o que fez Rhett ganhar a simpatia da sociedade que antes o desprezava, embora na realidade ele só tenha feito isso para enriquecer com o contrabando. Os homens devem apresentar lances para dançar com uma dama, e Rhett oferece uma grande quantia em ouro por Scarlett. Todos na festa se escandalizam por Rhett tê-la escolhido — uma viúva ainda vestida de preto. Contudo, Melanie suaviza as coisas defendendo Rhett, uma vez que ele está sendo generoso ao apoiar a causa confederada na qual seu marido, Ashley, está lutando.
Posteriormente, Scarlett descobre que Rhett possui relações com Belle Watling, uma famosa prostituta da cidade. Em julho de 1863, Scarlett e Melanie estão entre a multidão que esperava pela lista das vítimas da Batalha de Gettysburg, suspirando aliviadas ao ver que Ashley não está entre os mortos, mas testemunhando a reação dolorosa de pessoas suas amigas que perderam parentes na guerra. No natal, Ashley volta para Atlanta com uma autorização do Exército Confederado, e a reunião com ele reacende a paixão de Scarlett.
Agora, mais do que nunca, ela sente que o ama, contudo, ele tem de se ir embora e a fá-la prometer que irá cuidar de sua frágil esposa. Pouco depois, descobre-se que Melanie está grávida. Em 1864, ambas recebem a notícia de que Ashley está desaparecido, mas, graças aos contactos de Rhett, descobre-se que ele ainda está vivo num campo de concentração no Norte.

### Parte III
A guerra está indo mal para a Confederação. Atlanta vive à espera de notícias do avanço, por terra na Geórgia, de tropas do Exército da União sob o comando do general William Tecumseh Sherman. No final julho de 1864, após meses de batalhas sangrentas, o exército de Sherman chega às portas de Atlanta, e, em seguida, o comandante ianque começou um cerco contra a cidade. Nos primeiros dias do cerco, tia Pittypat foge, Scarlett e Melanie querem ir com ela, mas o dr. Meade decide que a vida de Melanie estaria em perigo se ela fosse movida na fase final de uma gravidez de alto risco.
Numa situação desesperadora, com um intenso bombardeio à cidade, Melanie entra em trabalho de parto com apenas as inexperientes Scarlett e Prissy, uma jovem criada negra, para a ajudar, uma vez que todos os médicos estão ocupados atendendo às centenas de soldados confederados feridos. Enquanto "os ianques se aproximam", Scarlett planeia voltar para o conforto e segurança de sua mãe e de Tara. Melanie dá à luz um menino chamado Beauregard, e agora todos devem apressar-se para se refugiar. O Exército Confederado retirou-se derrotado e Atlanta, finalmente, cai nas mãos das tropas de Sherman.
Scarlett diz a Prissy para ir encontrar Rhett, o único homem em quem confia naquela situação. Scarlett implora-lhe que leve todos para Tara. Rhett ri da ideia, mas rouba um cavalo magro e uma pequena carroça, e eles seguem o exército em retirada de Atlanta. No caminho para a fazenda, Rhett tem uma súbita mudança no coração e abandona Scarlett para se alistar no exército. Ela faz o seu caminho para Tara sem ele, onde é recebida por seu pai, Gerald. As coisas mudaram drasticamente: sua mãe está morta, seu pai Gerald perdeu a sanidade, suas irmãs estão doentes com febre tifóide, os escravos do campo fugiram após a emancipação, os ianques  queimaram todo o algodão da propriedade e não há comida em casa.
A longa e cansativa luta pela sobrevivência no pós-guerra começa com Scarlett a trabalhar nos campos. Há muitas pessoas e animais com fome e existe a ameaça sempre presente dos ianques roubarem e/ou queimarem o pouco que se conseguia. Em determinado momento Scarlett chega a matar com um tiro um desertor nortista que invade a sua casa. Uma longa sucessão de soldados confederados que retornam para os seus lares param em Tara visando encontrar comida e descanso. Dois homens ficam: um com perna de pau, Will Benteen e Ashley Wilkes, cujo espírito está permanentemente abatido. A vida na fazenda lentamente começa a recuperar quando repentinamente surge uma nova ameaça na forma de impostos exorbitantes sobre a propriedade.

### Parte IV
Scarlett só conhece um homem que tem dinheiro suficiente para a ajudar a pagar os impostos, Rhett Butler. Ela vai tentar encontra-lo em Atlanta e descobre-o preso na cadeia. Contudo, ele diz  não poder ajudá-la naquele momento. Quando está a sair da prisão, Scarlett vê Frank Kennedy, um homem que está prometido em casamento à sua irmã, Suellen, e que possui uma loja na cidade. Tão logo ela percebe que Frank também tem dinheiro e que Suellen nunca dará nada para Tara depois de casada, Scarlett arma um complô e diz a Frank que Suellen mudou de ideia sobre o casamento com ele. Frank sucumbe aos encantos femininos de Scarlett e, duas semanas mais tarde casa-se com ela, sabendo que fez "algo romântico e emocionante pela primeira vez em sua vida". Sempre querendo ver Scarlett feliz e radiante, Frank dá-lhe o dinheiro para pagar os impostos sobre Tara.

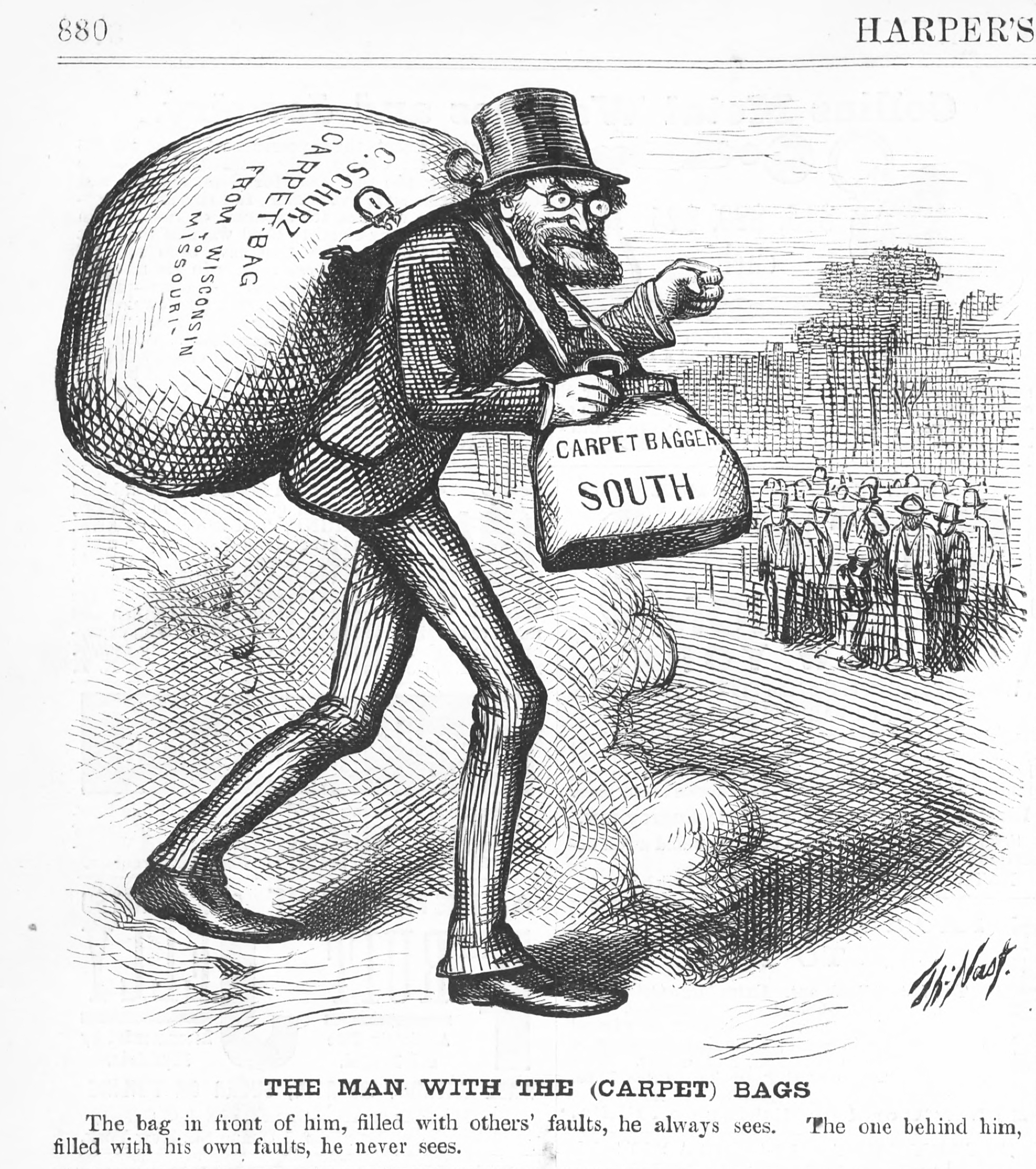
Depois de todos os seus esforços para levantar as terras devastadas de sua família, Scarlett precisa lidar com a ganância de políticos corruptos que oprimem a Geórgia. Esta famosa caricatura de Thomas Nast de 1872 retrata um típico Carpetbagger.

Enquanto Frank tem um resfriado e está sendo mimado pela tia Pittypat, Scarlett cuida das contas na loja do marido e encontra muitos de seus amigos lhe devendo dinheiro. Ela está apavorada com a possibilidade de mais impostos e decide que dinheiro — um monte dele — é sempre necessário. Ela assume o controle do estabelecimento enquanto seu marido está ausente e suas práticas de negócio em Atlanta deixam muitos ressentidos. Então, com um empréstimo de Rhett, ela compra uma serraria e trata do negócio da madeira sozinha, com uma conduta muito grosseira. Para grande alívio de Frank, Scarlett descobre que está grávida, o que restringe suas atividades por algum tempo. Ela convence Ashley a vir à Atlanta e gerenciar a serraria, o tempo todo ainda nutrindo amor por ele. Por insistência de Melanie, Ashley aceita. Pouco tempo depois, Melanie torna-se o centro da sociedade tradicional de Atlanta, e Scarlett dá à luz uma menina chamada Ella Lorena.
O estado da Geórgia está sob lei marcial e a vida adquiriu um tom novo e muito mais assustador. Para sua proteção, Scarlett mantém a pistola de Frank escondida no estofamento de sua carruagem. Suas andanças sozinha à serraria levam-na a passar por uma favela onde vivem criminosos. Uma noite, quando está voltando para casa de uma visita à serraria, Scarlett é atacada por dois homens que tentam roubá-la, mas ela escapa com a ajuda de Big Sam, um negro ex-capataz de Tara. Numa tentativa de vingar a agressão à sua esposa, Frank e o grupo Ku Klux Klan invadem a favela e Frank é morto a tiro.
Rhett arma uma farsa para impedir os homens que participaram da incursão à favela de serem presos pelo governo ianque. Ele entra no lar dos Wilkes com o rapaz Hugh Elsing e com Ashley, cantando e fingindo estar bêbado. Oficiais nortistas esperavam fora da casa e Rhett diz-lhes que ele e os outros homens haviam estado no bordel de Belle Watling naquela noite — uma história que mais tarde a prostituta confirma para os oficiais. Os homens estão em dívida com Rhett por salvá-los, e sua a reputação entre eles melhora um pouco, mas as esposas deles, com exceção de Melanie, não admitem dever a vida dos seus maridos a Belle. Posteriormente, durante uma conversa, Rhett pede Scarlett em casamento e, mesmo após ela declarar que não o ama e que não se quer casar novamente, eles beijam-se e no calor do momento ela aceita. Um ano mais tarde, Scarlett e Rhett anunciam o seu noivado. A notícia do casamento iminente é a conversa da cidade. Apesar disso, o senhor e senhora Butler passam a lua-de-mel em Nova Orleans, gastando generosamente.

### Parte V
Após seu retorno a Atlanta, o casal constrói a sua nova casa na rua Peachtree Street. Scarlett escolhe cada item da moradia, que Rhett descreve como um "horror arquitetônico". Logo após mudarem para a residência, as conversas sarcásticas entre eles transformam-se em brigas. Scarlett pergunta-se por que Rhett casou com ela e, então, "com ódio genuíno nos seus olhos", ela comunica ao marido que está grávida — um bebê que ela não quer. Wade tem sete anos de idade em 1869, quando sua irmã, Eugenie Victoria, chega ao mundo. Ela tem olhos azuis como Gerald O'Hara e Melanie dá-lhe o apelido de "Bonnie Blue", em referência à Bandeira Azul da Confederação.
Quando Scarlett se está a sentir bem novamente, faz uma viagem para a serraria e conversa com Ashley, que está sozinho no escritório. Após conversarem, ela acredita que Ashley ainda a ama e fica com ciúmes de suas relações íntimas com Rhett. Scarlett volta para casa e diz ao marido que não quer ter mais filhos. A partir de então, Scarlett e Rhett passam a dormir em quartos separados, e quando Bonnie já tem dois anos de idade, dorme numa pequena cama ao lado da cama do pai. Rhett volta sua atenção completamente para a menina, mimando-a, e preocupa-se com sua reputação, conforme ela vai crescendo.
Melanie está a dar uma festa de aniversário surpresa para Ashley. Scarlett vai para a serreria para manter Ashley lá até a hora da comemoração — uma rara oportunidade para ficarem sozinhos. Ashley lhe diz o quão bonita ela é, e relembra os dias em que ambos eram jovens, terminando por falar sobre as suas vidas agora. De repente os olhos de Scarlett enchem-se de lágrimas e Ashley mantém a cabeça dela contra o seu peito. Em seguida, ele vê a sua irmã India Wilkes de pé, na porta do escritório. Antes da festa começar, os rumores de uma relação adúltera entre Ashley e Scarlett já começaram, e Rhett e Melanie ouvem os boatos. Melanie recusa-se a aceitar qualquer crítica a Scarlett, e India é expulsa da casa dos Wilkes.
Rhett, mais bêbado do que Scarlett jamais o viu, volta para casa na noite da festa muito tempo depois de sua esposa. Os seus olhos estão vermelhos e o seu humor sombrio e violento. Ele ordena que Scarlett beba com ele. Não querendo que Rhett saiba que ela o teme, Scarlett levanta-se da cadeira para retornar ao seu quarto. Entretanto, Rhett empurra-a contra a parede e diz que poderiam ter sido muito felizes juntos. Ele ainda afirma que, naquela noite, ela não iria recusá-lo.Toma-a nos seus braços e contra a vontade de Scarlett, sobe para o seu quarto. Na manhã seguinte, Rhett deixa a cidade com Bonnie e a babá Prissy, ficando afastado por três meses. Scarlett ainda está incerta em relação a seus sentimentos sobre Rhett, e descobre que está grávida de seu quarto filho.

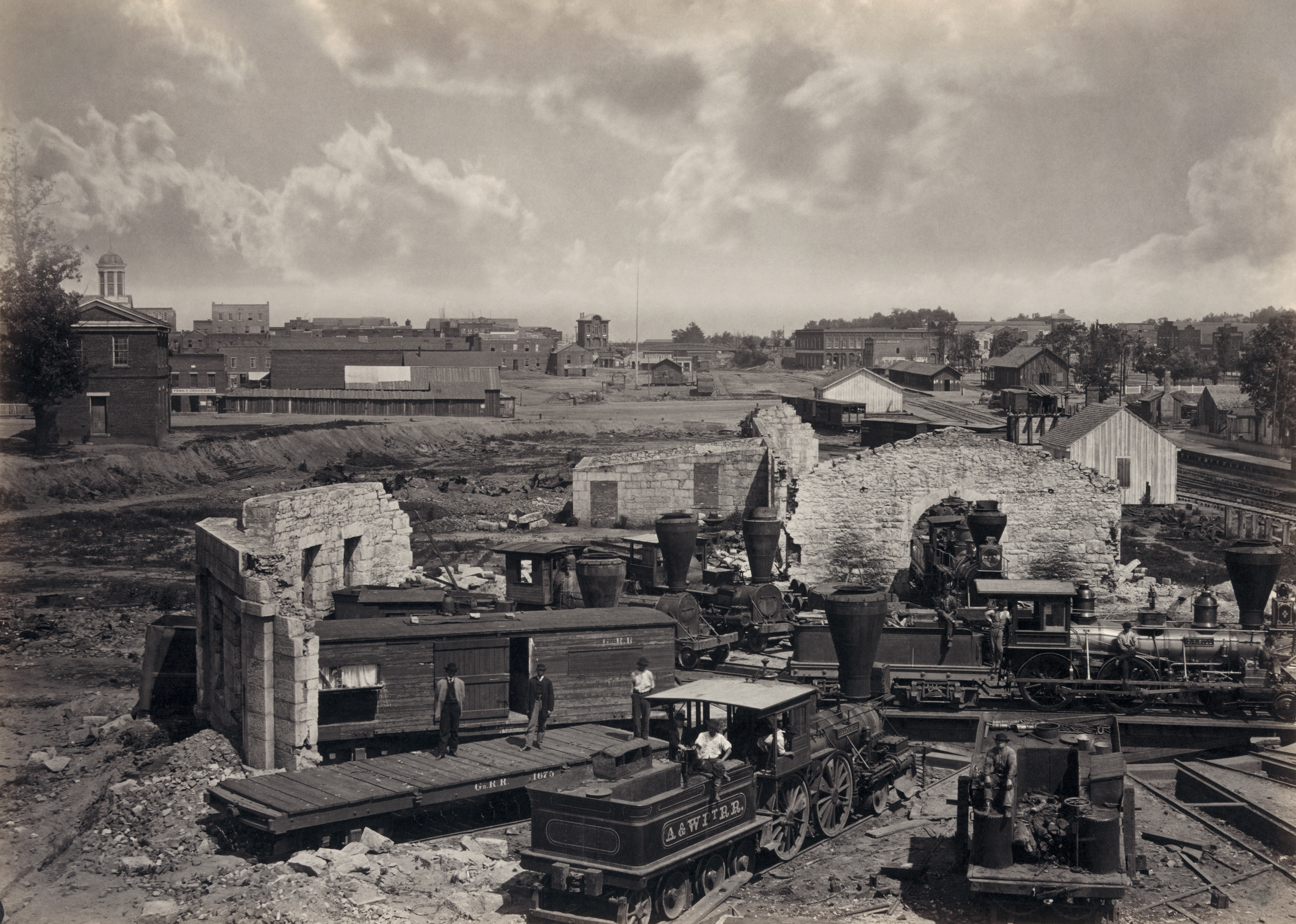
As duas últimas partes do livro se passam durante a época da Reconstrução. Acima, fotografia de 1866 tirada por George N. Barnard, mostrando uma rotunda destruída após diversas batalhas ocorridas em torno de Atlanta.

No dia em que Rhett chega a casa, Scarlett espera por ele no topo das escadas. Ela pergunta se ele vai beijá-la, mas para sua irritação ele não o faz. Rhett diz que ela parece pálida, e Scarlett diz que está assim porque está grávida. Rhett pergunta-lhe sarcasticamente se o pai é Ashley; Scarlett chama-o de canalha e diz que nenhuma mulher gostaria de ter um bebê dele — ao que Rhett responde: "alegre-se, talvez tenha um aborto". Após este comentário, Scarlett atira-se contra ele, mas erra e acaba rolando pela escada. Ela está seriamente doente pela primeira vez na sua vida, tendo perdido seu filho e quebrado as costelas. Rhett está com remorsos, acreditando que a matou. Soluçando e bêbado, ele enterra a cabeça no colo de Melanie e confessa que havia sido grosseiro pois estava com ciúmes. Scarlett, que está magra e pálida, vai para Tara com Wade e Ella, visando recuperar sua força e vitalidade nos "campos verdes de algodão de casa". Quando retorna, como uma mulher saudável, a Atlanta, vende a sua serraria a Ashley.
Em 1873, Bonnie está com quatro anos de idade. Uma criança espirituosa e voluntariosa, ela tem seu pai na palma da mão. Mesmo Scarlett fica com ciúmes da atenção que ela recebe dele. Rhett monta o seu cavalo pela cidade com Bonnie na frente dele, e pouco depois compra um pônei para a menina, ensinando-a a montar. Ele também paga a um menino para ensinar o animal a saltar sobre barras de madeira. Um dia, Bonnie pede a seu pai para levantar a barra para um metro e meio; ele faz isso, alertando-a para que não venha chorar para o seu colo se cair. Ao tentar saltar, Bonnie cai do cavalo e fere-se gravemente, vindo a falecer.
Nos dias e meses sombrios subsequentes à morte de Bonnie, Rhett está frequentemente bêbado e despenteado, enquanto Scarlett, apesar de igualmente triste, está mais apresentável do que ele. Os dois, agora, estão muito distantes um do outro. Pouco depois, com a morte prematura de Melanie Wilkes, Rhett decide que só quer a dignidade calma do Sul que ele conheceu na sua juventude, abandonando a esposa e saindo de Atlanta em busca disso. Após tudo o que lhe aconteceu, Scarlett finalmente percebe que deixara de amar Ashley há muito tempo e que somente não se dera conta, que Melanie era a sua única amiga de verdade no meio das damas que a repudiavam; e que, na verdade, já vinha nutrindo um amor sincero por Rhett. Ela ainda tenta persuadi-lo a ficar ao seu lado  ou pelo menos, levá-la com ele para onde quer que fosse, mas Rhett diz que já não se importa com ela. No meio do seu desespero e solidão crescentes, ela percebe que ainda tem a sua amada fazenda e recusando-se a admitir a derrota, pretende voltar a Tara, com a certeza de que ali irá recuperar-se e planear uma forma de reconquistar Rhett. A última frase do romance, proferida com esperança por Scarlett, diz que "amanhã é outro dia".

## Personagens

### Principais
- Scarlett O'Hara: A protagonista do romance. Jovem voluntariosa e mimada, é filha de Gerald e Ellen, donos da fazenda Tara. No decorrer do livro, Scarlett casa-se com Charles Hamilton, Frank Kennedy, e Rhett Butler, mas o tempo todo deseja estar casada com Ashley Wilkes. Ela tem três filhos, um de cada marido: Wade Hampton Hamilton (filho de Charles), Ella Lorena Kennedy (filha de Frank) e Eugenie Victoria "Bonnie Blue" Butler (filha de Rhett). Ela aborta um quarto filho, o único que  realmente queria, durante uma briga com Rhett, quando acidentalmente cai escada abaixo.[63] Scarlett secretamente detesta Melanie Hamilton,[1] esposa de Ashley, que não mostra nada além de amor e devoção para com Scarlett, e a considera uma irmã ao longo de sua vida, porque a jovem se casou com o seu irmão Charles.[74] Ela também desconhece a extensão do amor de Rhett por ela ou mesmo o facto de que pudesse realmente vir a amá-lo.[72]
- Capitão Rhett K. Butler: Admirador de Scarlett e seu terceiro marido, Rhett é muitas vezes afastado dos demais cavalheiros da região pelo seu comportamento escandaloso.[75] Ele casa-se com Scarlett depois da morte de Frank Kennedy, explicando que não vai dar a chance de a perder para outra pessoa, uma vez que é improvável que ela vá precisar de dinheiro novamente após a morte de Frank.[48] Rhett só diz a Scarlett que a ama depois de estarem casados, durante uma discussão em que ele está bêbado.[76] Mais tarde, no final do romance, diz a Scarlett que nunca admitira antes o seu amor porque ela "é tão brutal para com aqueles que a amam".[72]
- Major George Ashley Wilkes: Ashley é um cavalheiro sulista que casou com a sua prima, Melanie.[1] Eles possuem um filho, Beauregard.[22] Um homem honrado, Ashley tornou-se um soldado do Exército Confederado, afirmando que  teria libertado os escravos depois da morte de seu pai, caso a guerra não tivesse feito isso antes.[77] Embora muitos de seus amigos e parentes tenham sido mortos na Guerra Civil, Ashley sobreviveu para ver o seu resultado .
- Melanie Hamilton: Esposa de Ashley, Melanie é uma genuinamente humilde, serena e graciosa mulher do sul.[78] Educada e respeitável, sempre está ao lado de Scarlett nos momentos difíceis. No desenrolar da história, Melanie torna-se progressivamente mais fraca fisicamente, primeiro após o parto de seu único filho, seguido pelo trabalho duro que ela desempenhou em Tara,[28] e finalmente por causa de um aborto, que a leva à morte.[79] Como Rhett Butler dissera: "Ela nunca teve qualquer força. Ela nunca teve nada além do coração".[79]

### Secundários
- Família O'Hara: Gerald O'Hara é um irlandês, proprietário da fazenda Tara e casado com Ellen Robillard, uma dama sulista descendente de franceses. Eles têm três filhas juntos: Caroline Irene "Carreen" O'Hara; Susan Elinor "Suellen" O'Hara; e Katie Scarlett O'Hara. Ellen vem a falecer durante a Guerra, e Gerald, ante a devastação de sua terra e a perda de sua esposa, fica louco.[26] Careen, sentida pela morte de Brent Tarleton, de quem gostava, vai para um convento.[80] Por fim, Suellen pretendia casar-se Frank Kennedy, mas Scarlett rouba-o dela visando obter dinheiro para salvar Tara.[36] A jovem casa-se então com Will Benteen, um soldado confederado com perna de pau que gosta da fazenda Tara e que torna-se seu administrador, e tem pelo menos um filho com ele.[81]
- Família Wilkes: John Wilkes, dono da fazenda Twelve Oaks, é um homem gentil e amoroso.[82] Ele tem três filhos: India, Honey e Ashley.[82] Apesar de serem muito queridos em toda a região, seus vizinhos os consideram "excêntricos" devido a seu gosto por literatura, música e pintura — em detrimento das demais famílias do condado, que preferem jogos, bebida e apostas.[83] John é morto durante a Batalha de Atlanta e sua propriedade, destruída.
- Família Tarleton: A matriarca Beatrice Tarleton é uma mulher muito ocupada, dona de uma fazenda de algodão, de uma centena de escravos e da maior criação de cavalos da Geórgia.[84] Ela tem quatro filhos: Boyd, Tom, e os gêmeos Brent e Stuart — todos mortos na Guerra; e quatro filhas: Hetty, Camilla, Randa e Betsy.[84]
- Escravos: Entre os escravos de Tara estão: Big Sam, um homem forte, rouco, que trabalhava no campo e que, no pós-guerra, chega a salvar Scarlett de ladrões;[45] Prissy, que é dada a Scarlett quando esta vai para Atlanta;[8] Pork, o primeiro escravo de Gerald e seu servo mais fiel;[85] e Dilcey, esposa de Pork e mãe de Prissy.[86] Além deles, há também o tio Peter, escravo de Pittypat Hamilton que serve-lhe como cocheiro.[87]
- Mammy:[nota 2] Babá de Ellen O' Hara desde o nascimento, cuidando também de Scarlett durante sua vida. Pertencia originalmente à mãe de Ellen.[88]
- Tia Pittypat: Seu verdadeiro nome é Sarah Jane Hamilton, mas ela adquiriu o apelido de "Pittypat" na infância por causa do jeito que ela andava em seus pés minúsculos.[89] Tia Pittypat é uma solteirona que mora na casa de tijolos vermelhos no final da tranquila rua Peachtree Street, em Atlanta.[89]
- Charles Hamilton: Irmão de Melanie e primeiro marido de Scarlett, Charles é um garoto tímido e amoroso[5] que morre em combate durante a Guerra Civil.[6] Ele tem um filho junto de Scarlett, Wade Hampton Hamilton — cujo nome foi dado em homenagem ao comandante de Charles, Wade Hampton III.[6]
- Frank Kennedy: Ex-noivo de Suellen O'Hara e segundo marido de Scarlett, Frank é um homem bem mais velho que ambas. Ele originalmente pede a mão de Suellen em casamento, mas Scarlett rouba-o para si mesma, a fim de ter dinheiro suficiente para pagar os impostos sobre Tara.[38] Juntos, eles têm uma menina, Ella Lorena.[43] Frank é incapaz de compreender os temores de Scarlett e sua luta desesperada pela sobrevivência após a guerra, e não está disposto a ser tão cruel nos negócios como Scarlett gostaria que ele fosse.[39] Frank está secretamente envolvido com o grupo Ku Klux Klan e leva um tiro na cabeça ao tentar defender a honra de Scarlett, após ela ter sido atacada.[46]
- Dr. Meade: Um médico de Atlanta que cuida dos feridos durante o cerco com a ajuda de Scarlett e Melanie.[90]  Seus dois filhos são mortos na Guerra.
- Belle Watling: Uma prostituta e senhora de bordel, conhecida de Rhett Butler.[13] Desprezada pelas demais mulheres de Atlanta,[47] ela é uma sulista fiel, ajudando como pode na causa confederada. Torna-se amiga de Melanie.[47]

## Estrutura e gênero
Gone with the Wind é um romance histórico. Margaret Mitchell o dispôs cronologicamente, narrando a passagem de doze anos na vida de sua protagonista a partir da véspera da Guerra Civil até meio do período da Reconstrução. Alguns acontecimentos decorrem em cidades como Savannah, Charleston, Macon e Nova Orleans, mas quase toda a ação tem lugar em Atlanta e na fazenda chamada Tara. Uma vez que o crescimento e a educação de Scarlett O'Hara são influenciados pelos acontecimentos de seu tempo, a técnica literária aplicada ao contar a história caracteriza o romance como um Bildungsroman. O livro, apesar de colossal, é conhecido por sua "legibilidade". Segundo Ellen F. Brown e John Wiley Jr., autores de uma biografia sobre Mitchell, isto foi proposital; a romancista tentou escrever Gone with the Wind da forma mais clara possível, de forma a criar, segundo as palavras da própria escritora, um "estilo simples e despido".

## Temas e conteúdo
"Se o romance tem um tema, este é a sobrevivência. O que torna algumas pessoas capazes de chegar através de catástrofes e que outras, aparentemente apenas capazes, fortes e corajosas, venham abaixo? Algumas pessoas sobrevivem; outras não. Só sei que os sobreviventes costumavam chamar essa qualidade de 'bom senso'. Então eu escrevi sobre os que tiveram bom senso e sobre os que não tiveram".

Margaret Mitchell, sobre o processo de escrita de seu livro.
Gone with the Wind é narrado a partir de uma perspectiva elitista e possui grandes temas transversais a continentes e culturas. São assuntos comuns na literatura popular — aventura, guerra, turbulência social e paixão. Além disso, estudiosos creditam parte de seu sucesso ao fato do romance oferecer uma vasta gama de aspectos da vida norte-americana no século XIX — tais como história, medicina, psicologia, sociologia, etc. Ele apresenta ainda certos estereótipos e arquétipos típicos do Sul americano; esse conjunto de elementos forma um enredo onde é difícil definir uma temática principal, mas alguns dos assuntos mais frequentemente mencionados por críticos são tratados abaixo:

### Guerra Civil e o "Velho Sul"
Gone with the Wind apresenta certos elementos ideológicos e, devido à sua imensa popularidade, difundiu no imaginário popular uma fascinante nostalgia para as fazendas sulistas, onde há uma sociedade hierárquica em que os negros são parte da "família" e há uma ligação mística entre os latifundiários e o solo fértil onde aqueles escravos trabalham. Trata-se de uma visão romantizada e distorcida no cinema, na televisão e em outras obras de ficção, conhecida nos Estados Unidos como "Velho Sul". Na realidade, o cultivo de tabaco, algodão, açúcar e cânhamo foi primitivo e muito destrutivo para o solo, tanto por esgotamento quanto pela erosão; não havia "classe média", uma vez que os plantadores consideravam que imigrantes judeus, alemães ou irlandeses estavam "abaixo deles" — de forma que estavam relegados a um estilo de vida rude, com uma dieta ruim e onde eram frequentes doenças como a pelagra e o raquitismo; Várias comunidades de povos nativo-americanos — como os cherokees na Geórgia e os chickasaws, creeks e choctaws em Alabama e Mississippi — foram expulsos de suas terras, além de sofrerem com a limpeza étnica que os impulsionou impiedosamente para oeste de Oklahoma (onde foram, mais tarde, roubados novamente).
Obras como Gone with the Wind retratam Norte e Sul como duas culturas diferentes: o primeiro, democrático e com uma sociedade mercantilista; o segundo, aristocrático e agrário. Eles possuiriam valores e até mesmo origens totalmente diferentes: ianques descenderiam dos Puritanos, e sulistas dos cavalheiros ingleses. No romance, o ideal do cavalheiro sulista é representado pela personagem Ashley Wilkes. Após 1861, muitas pessoas nos Estados Unidos acreditavam que estas características contrastantes entre as duas regiões foram as principais causas da Guerra Civil.
Diversas passagens do livro refletem este pensamento; a certa altura, Scarlett, observando estas diferenças, acredita que os nortistas estão ali apenas para roubar, estuprar e destruir tudo quanto lhe é mais caro. Entretanto, o historiador norte-americano Henry Steele Commager salienta, em uma crítica sobre o livro, que Gone with the Wind de fato mostra a oposição de duas civilizações, mas que estas não seriam Norte e Sul, mas sim Velho Sul e Novo Sul. E, ainda que mostre uma visão romântica daquela região, muitos dos mais proeminentes historiadores e escritores de ficção histórica da atualidade acreditam que Gone with the Wind possua uma relativa precisão histórica no que diz respeito à Guerra e seus desdobramentos.

### Belle do sul

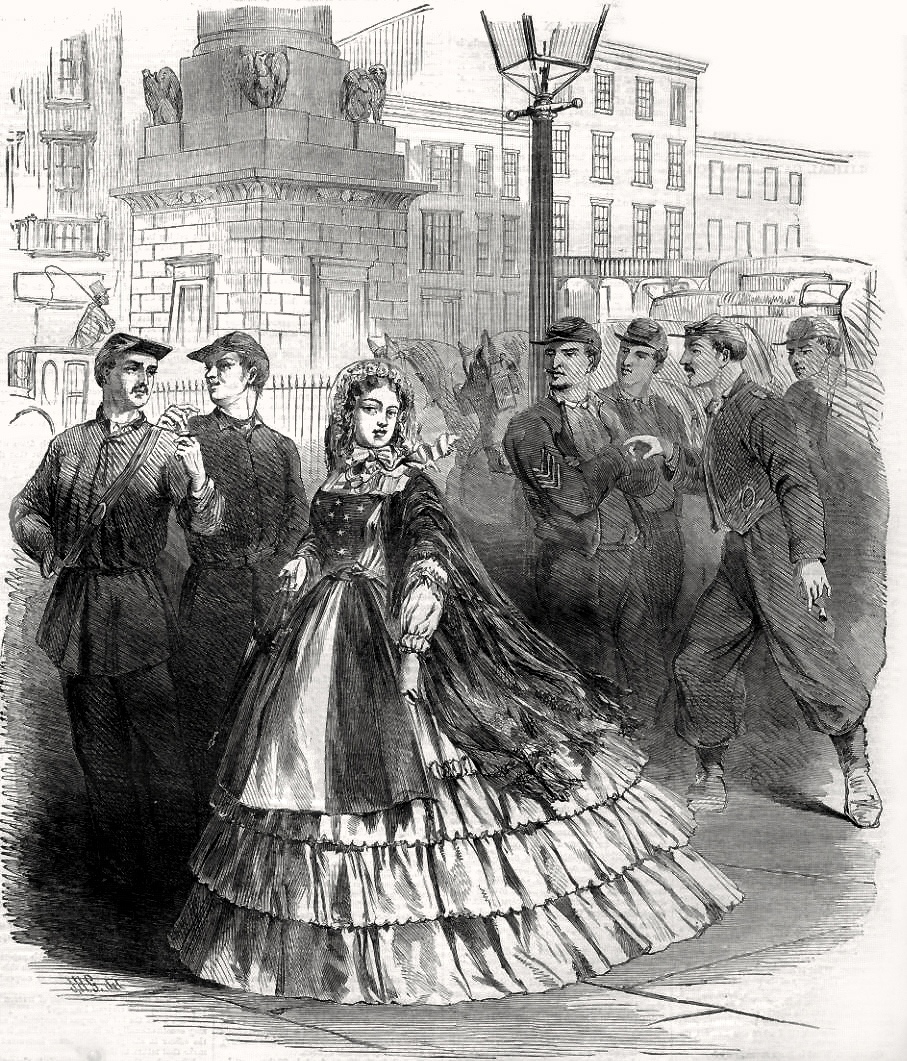
Ilustração na capa da revista Harper Weekly de setembro de 1861 retratando a belle do sul.

A belle do sul é um arquétipo de uma jovem de classe superior do Velho Sul americano. Sua atratividade não está na beleza física, mas sim em seu charme, e ela está sujeita ao "código correto do comportamento feminino". A heroína de Gone with the Wind, Scarlett O'Hara, embora não seja bonita, é charmosa, e caracteriza-se como uma belle do sul. Para a jovem Scarlett, entretanto, o ideal sulista é representado por sua adorada mãe, Ellen O'Hara. Segundo Anne Goodwyn Jones, biógrafa de Margaret Mitchell, a figura de Ellen e de outras senhoras de Gone with the Wind teria sido inspirada na própria mãe da autora, Maybelle Mitchell, descrita como "uma típica dama sulista". O casamento era a meta de todas as belles do sul, e todas as atividades sociais e educacionais foram direcionados a isso; independentemente da guerra e da perda de homens qualificados, jovens senhoras ainda foram submetidas à pressão de se casar.
Por lei e pelas convenções sociais do Sul, chefes de família eram homens brancos, proprietários de bens, adultos, e todas as mulheres brancas e todos os afro-americanos eram pensados para exigir proteção e orientação, porque "eles não tinham capacidade de raciocínio e auto-controle". No entanto, Scarlett não está disposta a conformar-se com isso; Kathryn Lee Seidel, em seu livro The Southern Belle in the American Novel, escreveu: "Parte dela tenta se rebelar contra as restrições de um código de comportamento que incansavelmente tenta moldá-la em uma forma que para ela não é naturalmente adequada". De qualquer forma, as características ruins de uma belle que Scarlett possui — sua sedução, astúcia, manipulação e superficialidade —, estão em contraste com as características boas da belle Melanie Hamilton — confiança, autossacrifício e lealdade —, mas permitem que ela sobreviva no Sul do pós-guerra, e persiga o seu principal interesse: ganhar dinheiro.

### Sexualidade
Gone with the Wind é, em última análise, um livro sobre romance e sexo. Existem conflitos de gênero implícitos na obra, evidentes no paralelismo conflituoso entre as quatro personagens centrais. Apesar de ambas serem personagens femininas, Scarlett e Melanie diferem uma da outra em aspectos importantes. Melanie possui uma visão limitada, ingênua, e só encontra bondade naqueles que ama. Sua compleição física é frágil, e ela é relativamente ignorante no que se refere a sexo. Sua feminilidade difere da de Scarlett, que é muito mais voluntariosa, obstinada e impetuosa. Ao longo dos anos, Scarlett tem de proteger sua família, e não hesita em negociar com nortistas ou partir em busca do que deseja; ela vive através de uma inversão extrema de fortuna e pobreza, e sobrevive para reconstruir Tara e sua auto-estima. Darden Asbury Pyron, autor de uma biografia sobre Margaret Mitchell, crê que a escritora projetara sua protagonista como uma metáfora para a cidade de Atlanta.
Assim, com a Guerra, Scarlett tem a possibilidade de mostrar um lado seu considerado "masculino" para a época, e que, portanto, não seria aceito anos antes. Graças às características de sua protagonista, Gone with the Wind é comumente aceito como uma obra de cunho feminista — e notavelmente um dos poucos romances sobre a Guerra Civil protagonizados por uma mulher. De fato, Karen Grigsby Bates, em um artigo publicado no site da rádio NPR, notou que, muitas décadas depois do livro ter sido publicado, a bravura de Scarlett ainda era atraente para muitas meninas nos anos 60 pré-feministas. Entretanto, alguns críticos salientam que, enquanto Scarlett poderia simbolizar força e resistência para algumas mulheres, para outras não seria assim — especialmente negras sulistas —, uma vez que a personagem estaria enraizada em um pressuposto de superioridade racial.
Por sua vez, Rhett Butler é a pura projeção de uma sexualidade masculina idealizada — e um poderoso clichê. No livro, suas propriedades físicas estão sujeitas a inúmeras descrições e avaliações; Claudia Roth Pierpont, em um estudo publicado na revista The New Yorker, aponta que as qualidades de Rhett (alguém forte, viril, perspicaz e "moreno como um pirata") fazem dele um claro descendente de outras famosas personagens literárias — nomeadamente Don Juan (um libertino fictício, cuja história foi contada várias vezes por diversos autores) e Heathcliff (de Wuthering Heights, da inglesa Emily Brontë). Contudo, Anne Edwards, autora da biografia Road to Tara, identificou-o como uma metáfora para o primeiro marido de Mitchell (um homem violento, chamado Red Upshaw, de quem viera a se divorciar). De qualquer forma, as características de Rhett se opõem às de Ashley Wilkes — o homem louro, honrado e casado que Scarlett adora castamente.

### Escravidão

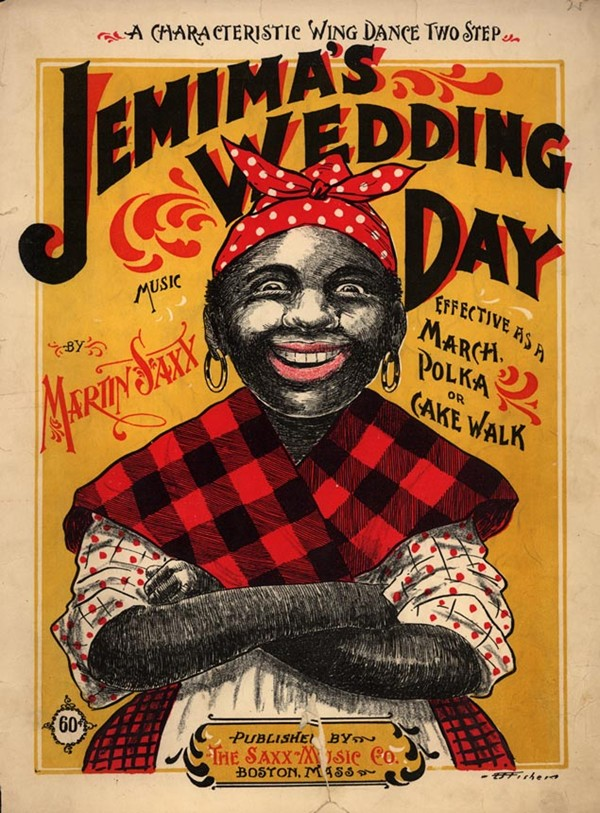
Capa de uma partitura de Cakewalk (1899) publicada pela Saxx Music. Feita por Martin Saxx, mostra a "Aunt Jemima", espécie de "alter-ego" do estereótipo da "Mammy".

A escravidão em Gone with the Wind é usada como pano de fundo para uma história que é, essencialmente, sobre outras coisas. A ficção sobre plantações sulistas do início do século XIX culminou em Gone with the Wind, que é escrito a partir da perspectiva e dos valores dos senhores de escravos e tende a apresentar os negros como dóceis e felizes. As condições da escravidão são descritas quase como um sistema baseado em classe social — uma equilibrada sociedade birracial cuja ordem e harmonia foi, ironicamente, perturbada pelos ianques. Estudiosos apontam que o interesse duradouro dos norte-americanos em obras como Gone with the Wind resultou em persistentes estereótipos de escravos afro-americanos do século XIX.
Um deles é a "Mammy" — uma empregada negra de paciência infinita, voz profunda e sonoramente calmante, com uma inteligência auto-depreciativa e um entendimento e aceitação de sua inferioridade implícitos. Trata-se de uma mulher responsável pelas crianças brancas, filhas de seus senhores, e que lhes devota muito carinho. O termo faz parte do vocabulário da "mitologia" que existia antes da Guerra Civil e continua a ter uma influência provocante e tenaz sobre a psique americana.
De forma geral, Gone with the Wind apresenta ainda uma versão minimizada do papel violento do grupo racista Ku Klux Klan no Sul. O fato torna-se claro após três quartos do romance, quando uma personagem feminina é atacada por um grupo de foras-da-lei e seu marido, ao lado de um alguns homens dessa entidade, parte atrás deles. Este episódio do livro deixa claro que a ideia de "proteger a santidade" da feminilidade de mulheres brancas ajudou a conduzir o nascimento da Ku Klux Klan. Sobre quais fontes usara para discorrer sobre a organização, Mitchell dissera: "Como eu não havia escrito nada sobre a Klan que não é de conhecimento comum a todos os sulistas, eu não havia feito nenhuma pesquisa sobre ela".

## Antecedentes

### Origens e escrita
Margaret Mitchell nasceu em Atlanta no ano de 1900, filha de um advogado reconhecido na cidade, e frequentara a renomada faculdade Smith College por cerca de um ano, tendo que deixá-la por causa da morte de sua mãe. Ela era casada com John R. Marsh, um gerente de publicidade aposentado da Georgia Power Company, a companhia energética do estado, e trabalhou como membro da equipe da revista The Atlanta Journal Sunday Magazine de 1922 até 1926, escrevendo sob o nome "Peggy Mitchell".

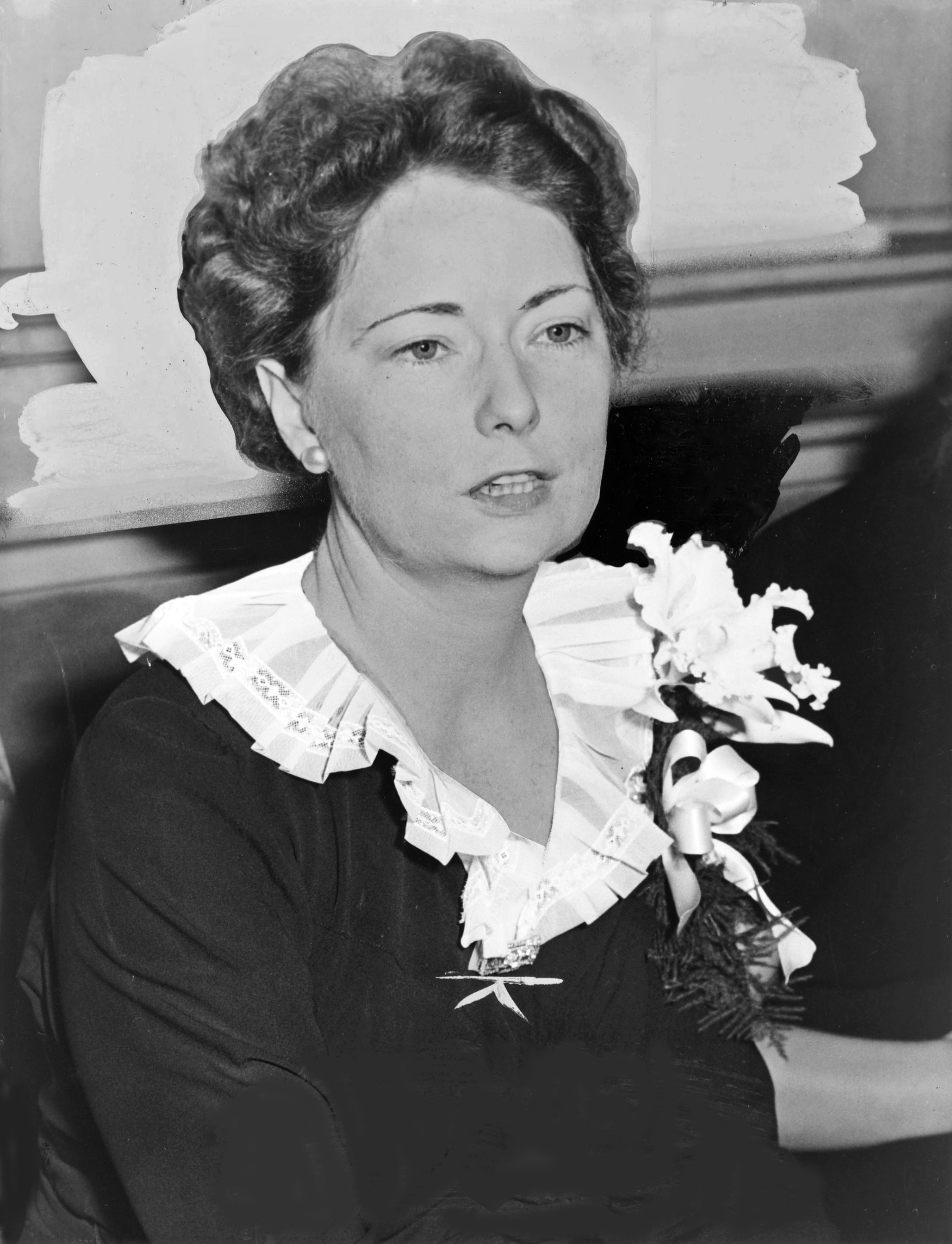
Margaret Mitchell em fotografia tirada por Al Aumuller em 1941.

Contudo, ela foi forçada a abandonar esta posição por causa de uma lesão no tornozelo; este fato, associado a uma artrite, levou-a a duvidar se um dia voltaria a andar. Com seu casamento e seu ferimento fazendo sua vida sedentária, Mitchell começou a escrever. E foi nesse momento que ela iniciou seu o trabalho em Gone With the Wind. Em decorrência de sua lesão, a jornalista começou a ler muito, chegando a ler sessões inteiras da biblioteca Carnegie Library de Atlanta. Posteriormente, esgotaram-se todos os livros disponíveis; Marsh, seu marido, lhe propôs que ela escrevesse seu próprio romance para passar o tempo e divertir-se.
Quando era repórter da revista, Mitchell sempre tivera problemas com os parágrafos de abertura de suas histórias, de modo que ela sempre escrevia a última parte primeiro; assim, quando ela começou a escrever Gone with the Wind, ela escreveu o último capítulo da obra e começou a trabalhar de lá. Ela escreveu os capítulos conforme eles lhe ocorriam, tomando o cuidado de conectá-los mais tarde. Grande parte do livro foi escrito em um apartamento térreo na rua Peachtree Street, em Atlanta, para onde Mitchell e seu marido mudaram-se em julho de 1925.
O manuscrito levou quase dez anos para ser concluído e só foi lido por amigos, nunca por um editor. Os trabalhos no romance eram inconstantes; Mitchell foi acometida por vários períodos de má saúde e também fez pausas para ler livros sobre a Guerra Civil. Em 1935, H. S. Latham, vice-presidente da Macmillan Company, fez uma viagem pelo sul à procura de novos autores.  Ele almoçou com a jornalista e Medora Sra. Perkerson, que também havia trabalhado no Journal, e ficou sabendo do livro de Mitchell — mas ela era muito tímida sobre isso e disse que a obra não estava concluída.
Contudo, ela mudou de ideia e, no dia seguinte, voltou ao hotel de Latham com o manuscrito para ele ler; parte digitado, parte escrito, Gone with the Wind era imenso. Poucos dias depois ele ligou e disse que o romance fora aceito para publicação, mas que ele estava sujeito a alguma revisão; assim, durante seis meses, Mitchell trabalhou no processo de reescrita e edição, ajustando a história.

### Inspiração e influências
Mitchell estava familiarizada com as histórias do Velho Sul, do incêndio de Atlanta pelo general Sherman em sua Marcha ao Mar, e do período da Reconstrução; seu pai lhe contou muitas delas, bem como funcionários negros de parentes e de amigos, e foi assim que a ideia do romance começou a se formar em sua mente. A partir dessas histórias que ouvira durante toda a vida, a jornalista já conhecia o contexto histórico da região e o período sobre o qual escreveria, de forma que ela não se incomodou em fazer uma pesquisa organizada. Contudo, ao longo dos anos de escrita ela procurou ler muito sobre a Guerra Civil em jornais antigos, diários, registros públicos, e relatos em primeira mão da vida na Geórgia antes do conflito.
Muitas dessas entrevistas foram realizadas enquanto ela ainda era uma repórter, e Mitchell procurou saber sobre tudo quanto era possível; segundo a própria: "Eu estava interessada em como as pessoas se sentiam durante o cerco de Atlanta, onde as listas de vítimas foram postadas, o que comiam durante o bloqueio, se os meninos beijavam as meninas antes de se casarem [...]". Entre as obras lidas por ela sobre o período da Guerra estão o poema épico John Brown's Body, do escritor norte-americano Stephen Vincent Benét, e o livro Cease Firing da novelista americana Mary Johnston. Enquanto escrevia, os títulos provisórios dados à obra incluíram Tote the Weary Land, Ba! Ba! Black Sheep e Tomorrow is Another Day. O nome definitivo vem da primeira linha da terceira estrofe do poema Non Sum Qualis Eram Bonae sub Regno Cynarae, escrito por Ernest Dowson: "I have forgot much, Cynara! gone with the wind". Originalmente, Mitchell planejara chamar sua protagonista de "Pansy O'Hara"; a crítica literária sugere que ela tenha se inspirado em The Scarlet Letter ao mudá-lo para a versão final.

## Publicação

### Recepção
Gone with the Wind foi lançado originalmente a 30 de junho de 1936, então com 1 037 páginas. Embora não tenha sido recebido com louvor por toda a crítica especializada de sua época, a maioria dos comentários sobre ele foram generosos. Seguiram-se comparações com os clássicos A Feira das Vaidades e The Memoirs of Barry Lyndon, Esq. do britânico William Thackeray, Daniel Deronda da inglesa George Eliot, e até mesmo Anna Karenina e Guerra e Paz do russo Liev Tolstói. Entretanto, a própria Mitchell achou algumas dessas comparações divertidas e afirmou repetidamente que já trabalhava no romance havia sete anos quando eventualmente leu A Feira das Vaidades, e que nunca lera Guerra e Paz, mesmo durante sua infância, quando sua mãe havia tentado forçá-la a fazê-lo. Henry Steele Commager, do jornal New York Herald Tribune, afirmou que "a história é contada com tanta sinceridade e paixão, iluminada por tal entendimento, tecida do material da história e da imaginação disciplinada, é infinitamente interessante. É uma recriação dramática da própria vida.
Paul Smith Jordan, escrevendo para o jornal Los Angeles Times, achou que "Gone with the Wind é a mais satisfatória, a mais convincente, a mais poderosa apresentação desse período trágico que jamais foi posto em ficção. A história está viva, dramática e cheia de sentimento genuíno. Por sua vez, Sterling North, do jornal Chicago Daily News, o considerou "um dos grandes romances do nosso tempo", enquanto R. M. Gay, do jornal The Atlantic Monthly, falou que "Gone with the Wind é um desempenho notável. Uma criação imaginativa de fascínio bastante incomum". Por outro lado, Malcolm Cowley, da revista The New Republic, escreveu que Mitchell "errou em grandes cenas que um romancista mais experiente hesitaria em lidar com medo de ser comparado desfavoravelmente com Dickens ou Dostoiévski".
Ralph Tompson, escrevendo para o jornal The New York Times, criticou o comprimento do livro e afirmou que "os anos do verdadeiro combate são descritos de forma realista", mas que "o período da Reconstrução é retratado em termos que parecem, à primeira vista, definitivamente românticos". A prosa jornalística da escritora (adquirida, em parte, devido à sua admiração pelo estilo de Ernest Hemingway) também foi violentamente atacada por alguns críticos, juntamente de sua falta de estilo definido. Além dos críticos, alguns escritores também manifestaram suas opiniões sobre a obra; o norte-americano F. Scott Fitzgerald afirmou: "Eu não sinto desprezo por ele, somente uma certa pena daqueles que o consideram a realização suprema da mente humana". Por outro lado, a também americana Ellen Glasgow chamou-o de "um retrato corajoso, romântico embora não sentimental, de uma tradição e um modo de vida perdidos". O inglês H.G. Wells disse: "Dificilmente alguém ousará dizer isso, mas acredito que Gone with the Wind é melhor feito do que muitos dos clássicos reverenciados".

### Vendas e traduções
Ainda que Gone with the Wind nunca tenha sido aceito propriamente como uma obra-prima literária, sua popularidade junto aos leitores de massa norte-americanos foi estabelecida imediatamente após seu lançamento. Publicado durante o período da Grande Depressão a um custo de três dólares — algo equivalente a quase cinquenta dólares atualmente —, o romance vendeu um recorde de cinquenta mil exemplares em um dia, um milhão de cópias nos primeiros seis meses de publicação, e 1,5 milhão de cópias no primeiro ano. Ele tornou-se o livro que, até então, vendeu mais cópias em sua época de publicação na história literária norte-americana. Além de seu país de origem, a obra também tornou-se imediatamente um best seller na Inglaterra e no Canadá. Ele teve um maior apelo para certos países europeus durante a Segunda Guerra Mundial, especialmente por aqueles sob controle nazista (como França, Holanda, Noruega e Bélgica).
No Brasil, a primeira edição do romance foi publicada em 1940 pela editora Irmãos Pongetti, sendo traduzida por Francisca de Basto Cordeiro. Em Portugal, o livro foi lançado em dois volumes em 1954 pela Editorial Minerva, traduzido por Maria Franco e Inês Duque Ribeiro. Em 1949, foi anunciado que oito milhões de exemplares da obra haviam sido vendidas em trinta línguas para quarenta países, e que cinquenta mil cópias ainda estavam sendo comercializadas anualmente nos Estados Unidos. Estima-se que, desde sua publicação original até 2011, o livro já tenha comercializado entre trinta e cinquenta milhões de cópias mundialmente, e que tenha sido traduzido para trinta e duas línguas — incluindo o canará (na Índia), o árabe (no Egito e no Líbano), o amárico (na Etiópia), e o persa (no Irã). Gone With The Wind possui versões em audiolivro e, além disso, permanece até a atualidade como o maior romance já transcrito em braille.

### Prêmios e reconhecimento
Em 1937, o livro foi o vencedor dos prêmios National Book Award e Pulitzer (na categoria Ficção). É significativo que, ao vencer o Pulitzer, ele tenha superado outro famoso romance sobre a Guerra Civil — Absalão, Absalão!, de William Faulkner (escritor que viria a receber o prêmio Nobel de Literatura anos mais tarde). Em 1939, por seu trabalho em Gone with the Wind, Margaret Mitchell recebeu um diploma honorário da Smith College e diversas outras medalhas e condecorações. Em junho de 1986, os Correios dos Estados Unidos emitiram um selo de um cêntimo com a imagem de Mitchell no 50º aniversário da publicação de sua obra. Em 1999, o jornal francês Le Monde perguntou a seus leitores: "Que livros ficaram na sua memória?"; a listagem resultante mostra "os cem maiores livros do século XX", e Gone with the Wind encontra-se na 38ª posição. Em 2003, a companhia inglesa BBC criou a pesquisa The Big Read , feita entre leitores do Reino Unido para saber qual romance eles mais amavam, e Gone with the Wind apareceu na 21ª posição. Em 2005, o romance foi incluído na lista da revista norte-americana TIME dos cem maiores livros escritos originalmente em inglês de 1923 até a referida data.

## Sequências

### Oficiais
"Ser a autora de Gone With the Wind é um trabalho em tempo integral, e na maioria dos dias é um trabalho de horas extras preenchendo compromissos e visitando reuniões".

Margaret Mitchell, em uma carta de 1943 enviada a Ellis Arnall, governador do Estado da Geórgia, em que recusou uma nomeação ao Conselho Estadual de Educação devido seus compromissos envolvendo Gone with the Wind.
Dois anos depois do livro ter sido publicado, Mitchell, durante sua primeira entrevista formal à imprensa nova-iorquina, foi questionada se estava escrevendo alguma coisa, ou se pretendia fazê-lo; ela afirmou que estivera tão ocupada atendendo telefonemas e escrevendo cartas (devido a popularidade de seu romance), que não tinha tido tempo para escrever. Como a conclusão de Gone with the Wind era, de certo modo, ambígua, os leitores gostariam de saber mais sobre o verdadeiro fim das personagens; após a publicação do livro, a romancista foi muito assediada por editores e produtores de cinema, que lhe pediam que escrevesse uma continuação para obra — ou outra, de igual sucesso; contudo, Mitchell estava feliz com o término dado à história, e determinada a nunca mais escrever outra palavra sobre ela enquanto vivesse.
Em agosto de 1949, a jornalista foi atingida por um táxi em alta velocidade enquanto atravessava a rua e, apesar de ter sido levada para o hospital, veio a falecer cinco dias depois — encerrando a possibilidade de vir a escrever outro livro. À época de sua morte, o jornal The New York Times definiu a situação de Mitchell em relação a seu livro como algo que "quase poderia ser rotulado como um Frankenstein que sobrecarregou seu criador". No entanto, em setembro de 1991, a escritora norte-americana de ficção histórica Alexandra Ripley publicou uma continuação autorizada pelos herdeiros de Mitchell para Gone with the Wind — um romance de 823 páginas intitulado Scarlett. A maioria das críticas recebidas por ele foram negativas, contudo, estima-se que, até 1993, tenham sido vendidos cerca de vinte milhões de exemplares da obra mundialmente. O livro possui parte de sua ação desenvolvida na Irlanda, terra dos pai da protagonista, e foi adaptado pelo canal CBS como uma minissérie televisiva homônima.
Diante da recepção negativa à Scarlett, os detentores dos direitos sobre Gone with the Wind iniciaram uma busca por alguém que pudesse escrever uma nova sequência; em 1995, a escolhida foi a inglesa Emma Tennant. Em seu contrato, Tennant comprometeu-se a manter a visão que Mitchell tinha dos personagens, bem como não fazer nenhuma referência a temas delicados como incesto, homossexualidade ou mesmo miscigenação. Partindo do ponto onde Ripley parara, ela escreveu um manuscrito de 577 páginas, intitulado Tara; contudo, os editores e herdeiros de Mitchell acharam sua sensibilidade "muito britânica" e a dispensaram, proibindo-a legalmente de publicar o manuscrito. A busca pelo escritor ideal continuou e, em 2000, o norte-americano Pat Conroy foi escolhido; a relação de Conroy com Gone with the Wind já era amplamente conhecida — fora ele quem escrevera o prefácio para a edição de aniversário de sessenta anos do romance. Porém, após meses de negociações — sobre conteúdo, dinheiro e controle editorial — Conroy se afastou do projeto e dos relatados 4,5 milhões de dólares de salário.
Finalmente, Donald McCaig — um criador de ovelhas que já havia escrito uma série de livros —, foi selecionado para dar continuidade à história. Uma funcionária da editora St. Martin Press teve interesse em McCaig após ler Jacob's Ladder, um romance sobre a Guerra Civil Americana, e contratou o escritor — que nunca lera Gone with the Wind. Ele passou seis anos pesquisando e escrevendo; o livro resultante, intitulado Rhett Butler's People, foi lançado em maio de 2007 e abrange o período de 1843-1874 — quase duas décadas a mais do que é narrado em Gone with the Wind. A obra de McCaig é descrita como um "complemento" ao invés de uma "sequência", e é, essencialmente, uma releitura de Gone with the Wind a partir da perspectiva de Rhett Butler. Com cerca de 498 páginas, a obra desconsidera a versão de Ripley e cria uma nova cronologia, relatando a infância de Rhett Butler e revelando alguns dos mistérios sobre o personagem.

### Paródias e continuações ilegais
Ao longo de sua vida, Mitchell lutou vigorosamente contra edições piratas de seu romance, bem como com serializações em jornais, também não autorizadas, que surgiram em Cuba, China, Grécia, Japão, Países Baixos e outros territórios. Segundo as leis de direitos autorais vigentes nos Estados Unidos, os herdeiros de Mitchell terão direitos sobre Gone with the Wind até 2019, quando acontecerá o 70° aniversário da morte da escritora e o livro entrará em domínio público. Entretanto, em 2001 foi lançada uma paródia não autorizada, chamada The Wind Done Gone. Escrita por Alice Randall, a obra reconta a história original a partir da perspectiva de uma escrava, filha de Mammy, a babá de Scarlett. Os herdeiros de Mitchell processaram a editora de Randall por violação de direitos autorais, contudo, por se tratar de uma paródia, a obra está protegida pela Primeira Emenda da constituição norte-americana.
Uma sequência não-autorizada de Gone with the Wind, intitulada The Winds of Tara e escrita por Katherine Pinotti, teve sua publicação bloqueada nos Estados Unidos; apesar disso, ela foi lançada na Austrália, evitando restrições de direitos autorais americanas. Inúmeras continuações não-autorizadas do romance foram publicadas na Rússia, a maioria sob o pseudônimo Yuliya Hilpatrik. Quando imitações de Gone With the Wind começaram a aparecer na França e na Itália, os advogados dos herdeiros de Mitchell levaram seus autores a tribunal e ganharam as causas. O governo russo, por sua vez, aprovou uma lei em 1993 que visa proteger a propriedade intelectual e direitos do autor e conter a onda de livros, cassetes e filmes piratas que começaram a inundar o mercado russo depois que o comunismo entrou em colapso; contudo, as leis raramente são aplicadas — facilitando que casos como as sequências ilegais de Gone With the Wind se proliferem.

## Legado
"Esta é a Ilíada com um sotaque sulista, queimando com a humilhação da Reconstrução... ela envolve todos os mistérios fantasmagóricos do encantamento em si, a estranha magia intocável que ocorre quando uma história, em toda a sua frágil elegância, fala às vezes em uma voz clara, original, e responde a alguns estranhos anseios e exigências do espírito de uma época".

Escritor Pat Conroy, no prefácio para uma edição norte-americana de 1996 de Gone with the Wind.
A história de Gone with the Wind — ainda que intrinsecamente ligada à piedade e à ironia do povo sulista — tornou-se, para a maioria dos leitores de massa norte-americanos, a imagem da Guerra Civil mais convincentemente apresentada. Lev Grossman, crítico da revista TIME, define a obra como "essencialmente americana, assim como O Senhor dos Anéis é essencialmente inglês". A revolução causada pelo livro nos anos subsequentes à sua publicação na percepção das mulheres norte-americanas sobre seu próprio papel em face do sistema patriarcal foi comparada por estudiosos à revolução social que o romance Jane Eyre, de Charlotte Brontë, havia causado na Inglaterra um século antes. Contudo, devido à forma como os escravos são apresentados, ele também gerou muitos detratores e críticos; de fato, na atualidade, o Condado de Clayton — uma das localidades apresentadas no livro — é habitada predominantemente por pessoas negras, e algumas delas se dizem contrárias ao livro e ao filme que este originou.
Ao longo dos anos, Gone with the Wind tem inspirado canções, itens de memorabília, sequências, trabalhos de plágio, estudos críticos, paródias, livros pop-up, etc. Seu enredo foi adaptado diversas vezes na forma de musicais e gerou ainda um filme homônimo lançado em 1939. Este longa-metragem foi responsável também por um revival de filmes sobre a Guerra Civil Americana. Até hoje, o livro, juntamente de sua adaptação cinematográfica, é responsável por impulsionar o turismo em certas regiões citadas na história, como Jonesboro. O romance possui um museu em Marietta, na Geórgia, chamado Gone With the Wind Museum, e muitos dos itens relacionados a ele estão expostos em diversos outros lugares — a máquina de escrever usada por Mitchell está em exibição na biblioteca Atlanta Fulton County Central Library e o último capítulo digitado por ela própria está no Centro Histórico de Atlanta. Além disso, seus admiradores mais ardorosos são conhecidos nos Estados Unidos como "Windies", e se reúnem periodicamente.

### Versão cinematográfica

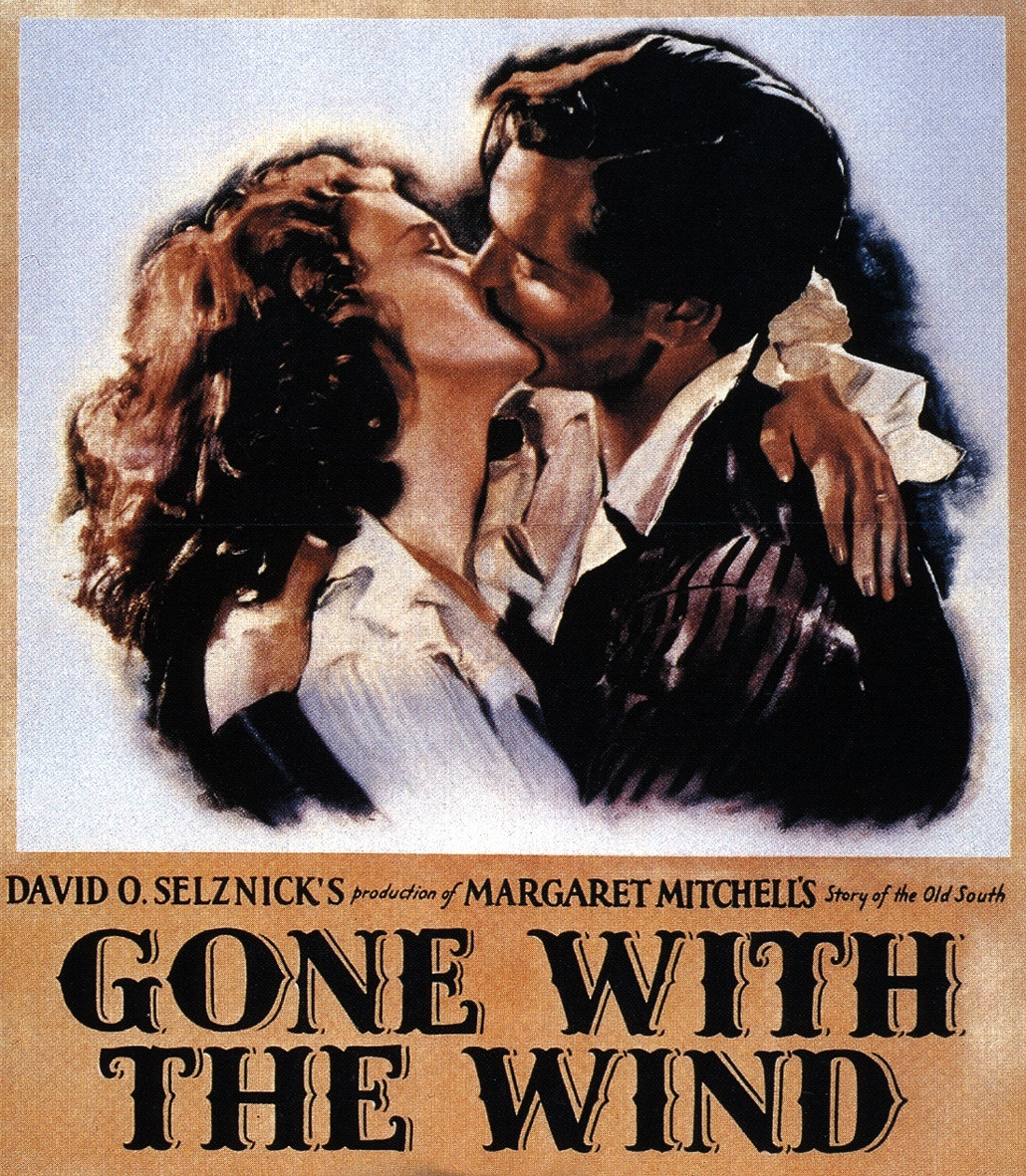
Pôster oficial da adaptação cinematográfica de Gone with the Wind mostrando Vivien Leigh e Clark Gable caracterizados como Scarlett O'Hara e Rhett Butler.

Poucos dias após a publicação de Gone with the Wind, o produtor David O. Selznick pagou a Mitchell cinquenta mil dólares pelos direitos da obra para uma adaptação cinematográfica — um valor até então sem precedentes. Contudo, apesar de ter aceitado o pagamento, a escritora considerava seu livro "infilmável". O longa-metragem, com pouco mais de quatro horas de duração e filmado em technicolor, é estrelado por Vivien Leigh como Scarlett, Clark Gable como Rhett, Leslie Howard como Ashley e Olivia de Havilland como Melanie. Lançado em 15 de dezembro de 1939 na cidade de Atlanta, ele foi distribuído pelo estúdio MGM sob o slogan "O maior filme de todos os tempos".
Apesar de apenas Victor Fleming ter sido creditado como diretor, o filme também foi dirigido por outros três profissionais: William Cameron Menzies, Sam Wood e George Cukor. Durante a cerimônia de entrega do prêmio Oscar, Gone with the Wind foi agraciado com oito estatuetas (incluindo a de melhor filme), além de dois prêmios honorários. Ele arrecadou cerca de 390 milhões de dólares mundialmente — contudo, se reajustado conforme a inflação, esse valor corresponderia a seis bilhões de dólares atualmente, o que o torna a maior bilheteria de todos os tempos.

### Musicais
Ver também: Gone With The Wind (musical)
O romance também foi adaptado diversas vezes sob a forma de musicais. Uma versão japonesa — posteriormente levada ao West End de Londres —, denominada Scarlett, estreou em 1970 e foi relativamente bem sucedida. Em 2003 a obra foi novamente levado aos palcos, em uma produção francesa chamada Autant en Emporte le Vent, dirigida por Gérard Presgurvic. Em 2008, uma nova adaptação, desta vez inglesa e intitulada Gone With The Wind, estreou no teatro New London Theatre, dirigida por Trevor Nunn. O grupo de teatro feminino japonês Takarazuka Revue encena frequentemente versões musicais do livro, com as mulheres manipulando todos os papéis, incluindo Rhett Butler.